# Viiri (centre commercial)
Le centre commercial Viiri (finnois : Kauppakeskus Viiri) est un centre commercial situé à Klaukkala en Finlande. Il compte jusqu'à 20 magasins, dont la chaîne d'hypermarchés K-Citymarket.

## Description
Le centre commercial est divisé en Isoviiri et Pikkuviiri. 
Chaque année au printemps, la foire de Viiri (Viirin Messut) a lieu dans le centre commercial.
La foire mobilise des entreprises du centre commercial, ainsi que d'autres parties prenantes et clubs sportifs.
Une extension, comprenant un hypermarché Prisma, et un nouveau marché étaient prévus pour le centre commercial. Ceux-ci devaient être réalisés avec la construction de la zone de Viirinlaakso, mais HOK-Elanto s'est retiré du projet et a déplacé l'ancien S-market de Klaukkala vers un espace de vente à proximité,.